# Escudo de la provincia de Almería

Escudo de la Provincia de Almería.

El escudo de la Provincia de Almería fue adoptado por la Diputación Provincial el 29 de julio de 1925. Consiste en un escudo dividido en siete cuarteles que recogen los blasones municipales de las capitales de los antiguos partidos judiciales de la provincia:
- En el primer cuartel, de gules (rojo), una torre de plata, mamposteada y aclarada de sable (negro) que viene del escudo de Berja, en la versión utilizada desde 1878.[1]
- En el segundo cuartel, de azur (azul), unas gavillas de trigo de oro que es el escudo de Canjáyar.
- En el tercer cuartel, de oro, tres montes en su color (en ocasiones de oro) cimados de matas de ortigas de sínople (verde), sobre ondas de mar de azur y plata que es el de Cuevas de Almanzora .
- En el cuarto cuartel, losanjado de gules y plata, una torre albarrana (desmochada) de oro, mazonada y aclarada de sable que es el de Gérgal
- En el quinto cuartel, de azur, una torre de oro mazonada y aclarada de sable surmontada de una llave de plata que es el de  Huércal-Overa .
- En el sexto cuartel, de azur, torre de oro mazonada y aclarada de sable siniestrada de una llave de plata que es el escudo de  Purchena .
- En el séptimo cuartel, de plata, un león rampante, de gules, linguado, uñado, armado de sable que es el de  Sorbas .
- Entado en punta partida, de gules (la primera partición), una llave de plata colocada en palo y acostada de dos torres del mismo metal (color) mazonadas y aclaradas de sable que es el de  Vera ; de oro (la segunda partición), tres montes en su color (en ocasiones de oro) cimados de matas de ortigas de sínople, sobre ondas de azur y plata que es el de  Vélez-Rubio .

Sobre el todo el escudo de  de la ciudad de Almería, que muestra en escusón de plata, una cruz de gules; bordura componada: tres de gules, con un castillo, de oro; tres de plata, con un león rampante de gules, coronado de oro; tres de oro, con cuatro palos de gules; tres de oro con un águila de sable y tres de plata, con una granada al natural, rajada de gules.
Al timbre una corona mural de oro de seis torres, vistas cinco, aclarada y mampostada de sable.